# Arquidiócesis de Singapur
La arquidiócesis de Singapur (en latín: Archidioecesis Singaporen(sis) y en inglés: Roman Catholic Archdiocese of Singapore) es una circunscripción eclesiástica latina de la Iglesia católica en Singapur, sede inmediatamente sujeta a la Santa Sede. La arquidiócesis tiene al arzobispo William Goh Seng Chye como su ordinario desde el 20 de mayo de 2013. 

## Territorio y organización

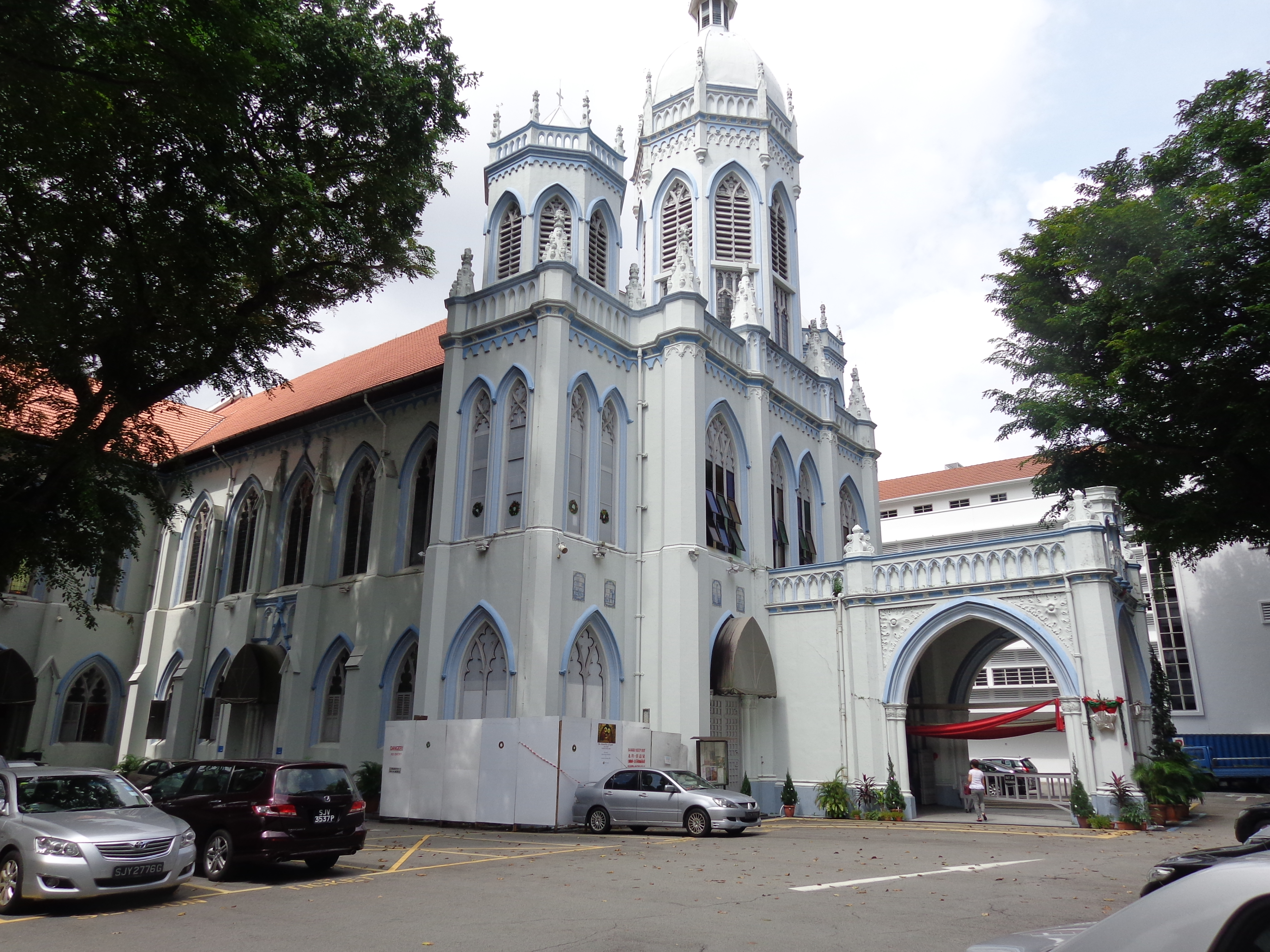
Iglesia de San José

La arquidiócesis tiene 724 km² y extiende su jurisdicción sobre los fieles católicos de rito latino residentes en Singapur.
La sede de la arquidiócesis se encuentra en la ciudad de Singapur, en donde se halla la Catedral del Buen Pastor.
En 2020 en la arquidiócesis existían 29 parroquias.

## Historia
La diócesis de Malaca fue erigida el 4 de febrero de 1558 con la bula Pro excellenti praeeminentia del papa Pablo IV y puesta bajo la jurisdicción del Padroado del rey de Portugal. La sede de la diócesis era la ciudad de Malaca, capital del Sultanato de Malaca.
El territorio, obtenido de la arquidiócesis de Goa de la que era sufragánea, era inmenso e incluía, al menos nominalmente, todas las tierras que surgían al este de la India. Tras la erección de la diócesis de Macao en 1576, la diócesis de Malaca le cedió China, Japón y Tonkín. En 1712 cedió una parte de su territorio para la erección de la prefectura apostólica de las Islas del Océano Índico (hoy diócesis de Saint-Denis de Reunión).
Hacia mediados del siglo XVII los holandeses arrebataron a los portugueses el control de los territorios malayos, aplicando una política de restricción de las actividades misioneras, prohibición del culto y represión de las poblaciones católicas, compuestas en su mayoría por descendientes euroasiáticos de los primeros colonos portugueses. Según el testimonio del misionero Laurent Imbert, en 1821 en Singapur la comunidad católica estaba formada por sólo doce personas.
Con la llegada de los holandeses, la diócesis de Malaca fue suprimida de facto y los pocos obispos reconocidos por la Santa Sede tuvieron que residir en Timor o Flores o permanecer en Europa. Un freno a la represión se produjo durante la guerra de sucesión española a principios del siglo XVIII, cuando holandeses y portugueses se aliaron, lo que permitió cierta libertad de culto a los católicos, que en esta ocasión construyeron la iglesia de San Pedro en Malaca (1710). El último obispo portugués fue nombrado en 1804.
Mientras tanto, a principios del siglo XVII, con el nacimiento de la Propaganda Fide, la Santa Sede trató de sortear los inconvenientes creados con el patrocinio real portugués erigiendo los vicariatos apostólicos que dependían directamente de la Santa Sede. En 1669 surge el vicariato apostólico de Siam (hoy arquidiócesis de Bangkok) con territorio desmembrado de la diócesis de Malaca. Cuando el rey de Siam expulsó a los misioneros extranjeros en 1779, un grupo de cristianos con el vicario apostólico Arnaud-Antoine Garnault encontraron refugio primero en Kedah y luego en Penang, en el norte de Malasia.
En 1819 la Compañía Británica de las Indias Orientales compró Singapur, y los católicos de la isla pidieron repetidamente al vicario apostólico de Siam, Esprit Florens, que les enviara un sacerdote residente; Florens escribió a Roma para saber si la península malaya dependía de su vicariato. Mientras tanto también se movían los portugueses, que aún consideraban aquellas tierras bajo la jurisdicción del Padroado y que se apresuraron a enviar desde Macao a un sacerdote portugués, Francisco da Silva Pinto y Maya. En 1827 el papa estableció, con un decreto de Propaganda Fide, que la jurisdicción sobre Singapur dependía del vicariato apostólico de Siam. El Gobierno portugués se negó a reconocer el decreto papal y el arzobispo de Goa amenazó con la excomunión a cualquiera que infringiera sus derechos metropolitanos a la sede de Malaca.
El choque se volvió frontal en 1838 cuando la diócesis fue suprimida con el breve Multa praeclare del papa Gregorio XVI y su jurisdicción pasó al vicariato apostólico de Ava y Pegù (hoy arquidiócesis de Yangón), en Birmania. Sin embargo, en 1840 pasó nuevamente a la jurisdicción del vicariato apostólico de Siam, confirmando así el decreto de 1827.
El 10 de septiembre de 1841, con el breve Universi dominici gregis, el papa Gregorio XVI dividió el vicariato de Siam en dos partes, dando lugar al vicariato apostólico de Siam Oriental (de la que desciende la arquidiócesis de Bangkok) y al vicariato apostólico de Siam Occidental, que posteriormente tomó el nombre de vicariato apostólico de Malaca-Singapur. La misión en el nuevo vicariato fue confiada a los misioneros de la Sociedad de las Misiones Extranjeras de París, que ya trabajaban allí desde 1832, dirigidos por el vicario Jean-Paul-Hilaire-Michel Courvezy.
Tras el concordato entre la Santa Sede y el Gobierno portugués en 1886, se resolvió la secular cuestión de jurisdicción entre el patrocinio real y Propaganda Fide: con el artículo 9 del concordato, la unión de las parroquias dependientes del Padroado (San Pedro en Malaca y San José en Singapur) con la diócesis de Macao, mientras que el artículo 10 dejaba libre a la Santa Sede para nombrar a los obispos y tomar las decisiones que estime oportunas en beneficio de los fieles.
En virtud del artículo 10 del citado concordato, el 10 de agosto de 1888 la Santa Sede procedió a elevar el vicariato apostólico a diócesis con la carta apostólica In Indosinensibus del papa León XIII, asignándole nuevamente el nombre de diócesis de Malaca.
Ya sufragánea de la arquidiócesis de Pondicherry y Cuddalore, el 19 de septiembre de 1953 fue elevada al rango de arquidiócesis sin sufragáneas, inmediatamente sujeta a la Santa Sede, con la bula Mutant res del papa Pío XII.
El 25 de febrero de 1955 cedió partes de su territorio para la erección de las diócesis de Kuala Lumpur (hoy arquidiócesis de Kuala Lumpur) y Penang, mediante la bula Malacensis archidioecesis. El mismo día, en virtud de la bula Cum per apostolicas del papa Pío XII, fue elevada al rango de sede metropolitana con el nombre de arquidiócesis de Malaca-Singapur y con sufragáneas las dos diócesis de Kuala Lumpur y Penang.
El 18 de diciembre de 1972, por efecto de la bula Spe certa ducti del Papa Pablo VI, la arquidiócesis se dividió dando lugar a la diócesis de Malaca-Johore (hoy diócesis de Malaca-Johor), mientras que el resto tomó el nombre actual de la arquidiócesis de Singapur, sin embargo, perdiendo la dignidad de una sede metropolitana y convirtiéndose en una sede arzobispal inmediatamente sujeta a la Santa Sede.
En 1981 finalizó la jurisdicción de los obispos de Macao sobre la iglesia y parroquia de San José de Singapur, aunque, para facilitar la transición, la parroquia siguió siendo oficiada por sacerdotes enviados desde Macao hasta 1999.

## Estadísticas
De acuerdo al Anuario Pontificio 2021 la arquidiócesis tenía a fines de 2020 un total de 153 952 fieles bautizados.
| Año                                                                             | Población            | Población | Población      | Sacerdotes | Sacerdotes    | Sacerdotes    | Bautizados por sacerdote | Diáconos permanentes | Religiosos | Religiosos | Parroquias |
| Año                                                                             | Bautizados católicos | Total     | % de católicos | Total      | Clero secular | Clero regular | Bautizados por sacerdote | Diáconos permanentes | Varones    | Mujeres    | Parroquias |
| ------------------------------------------------------------------------------- | -------------------- | --------- | -------------- | ---------- | ------------- | ------------- | ------------------------ | -------------------- | ---------- | ---------- | ---------- |
| 1950                                                                            | 95 624               | 6 242 002 | 1.5            | 43         | 36            | 7             | 2223                     |                      | 124        | 420        | 38         |
| 1969                                                                            | 93 500               | 3 664 900 | 2.6            | 105        | 74            | 31            | 890                      |                      | 109        | 259        | 34         |
| 1980                                                                            | 85 380               | 2 400 000 | 3.6            | 90         | 59            | 31            | 948                      |                      | 85         | 246        | 24         |
| 1990                                                                            | 108 601              | 2 650 000 | 4.1            | 119        | 75            | 44            | 912                      |                      | 110        | 241        | 29         |
| 1999                                                                            | 143 668              | 3 865 600 | 3.7            | 126        | 76            | 50            | 1140                     |                      | 110        | 211        | 30         |
| 2000                                                                            | 147 421              | 3 893 700 | 3.8            | 140        | 76            | 64            | 1053                     |                      | 121        | 248        | 30         |
| 2001                                                                            | 151 655              | 4 017 700 | 3.8            | 126        | 67            | 59            | 1203                     |                      | 112        | 216        | 30         |
| 2002                                                                            | 155 537              | 4 131 200 | 3.8            | 130        | 69            | 61            | 1196                     |                      | 119        | 220        | 30         |
| 2003                                                                            | 159 132              | 4 163 700 | 3.8            | 130        | 68            | 62            | 1224                     |                      | 135        | 249        | 30         |
| 2004                                                                            | 162 711              | 4 185 200 | 3.9            | 137        | 70            | 67            | 1187                     |                      | 132        | 202        | 30         |
| 2010                                                                            | 185 208              | 4 990 000 | 3.7            | 131        | 71            | 60            | 1413                     |                      | 171        | 210        | 31         |
| 2014                                                                            | 152 922              | 5 399 200 | 2.8            | 145        | 65            | 80            | 1054                     | 1                    | 126        | 176        | 28         |
| 2017                                                                            | 157 988              | 5 607 000 | 2.8            | 147        | 71            | 76            | 1074                     | 1                    | 125        | 173        | 29         |
| 2020                                                                            | 153 952              | 5 703 000 | 2.7            | 152        | 71            | 81            | 1012                     | 2                    | 121        | 158        | 29         |
| Fuente: Catholic-Hierarchy, que a su vez toma los datos del Anuario Pontificio. |                      |           |                |            |               |               |                          |                      |            |            |            |

## Episcopologio

### Sede de Malaca
- Beato Jorge de Santa Luzia, O.P. † (4 de febrero de 1558-1576 o 1577 renunció)
- João Ribeiro Gaio † (29 de enero de 1578-1601 falleció)
- Cristovão da Sá e Lisboa, O.S.H. † (30 de agosto de 1604-12 de noviembre de 1612 nombrado arzobispo de Goa)
- Gonçalvo da Silva † (4 de febrero de 1613-6 de septiembre de 1632 nombrado obispo de Ceuta y Tánger)
- António do Rosário, O.P. † (9 de febrero de 1637-1637? falleció)
  - Sede vacante (1637-1691)
  - Gregório dos Anjos † (?-30 de agosto de 1677 nombrado obispo de São Luís do Maranhão) (obispo electo)
- Antonio de Sancta Theresa, O.F.M. † (8 de enero de 1691? falleció)
- Manuel do Santo António, O.P. † (21 de noviembre de 1701-1738 falleció)
- António de Castro † (3 de septiembre de 1738-9 de agosto de 1743 falleció)
- Miguel de Bulhões e Souza, O.P. † (28 de marzo de 1746-19 de febrero de 1748 nombrado obispo coadjutor de Belém do Pará)
- Gerardo de San José, O.P. † (19 de febrero de 1748-enero de 1760 falleció)
  - Sede vacante (1760-1782)
- Alexandre da Sagrada Familia Ferreira da Silva, O.F.M. † (16 de diciembre de 1782-14 de febrero de 1785 nombrado obispo de Angola y Congo)
  - Sede vacante (1785-1804)
- Francisco de São Damazo Abreu Vieira, O.F.M. † (29 de octubre de 1804-15 de marzo de 1815 nombrado obispo de San Salvador de Bahía)
  - Sede vacante (1815-1838)
  - Sede suprimida (1838-1841)

### Sede de Singapur
- Jean-Paul-Hilaire-Michel Courvezy, M.E.P. † (10 de septiembre de 1841-7 de septiembre de 1844 renunció)
- Jean-Baptiste Boucho, M.E.P. † (3 de junio de 1845-6 de marzo de 1871 falleció)
- Michel-Esther Le Turdu, M.E.P. † (6 de marzo de 1871 por sucesión-10 de mayo de 1877 falleció)
- Edouard Gasnier, M.E.P. † (28 de marzo de 1878-8 de abril de 1896 falleció)
- René-Michel-Marie Fée, M.E.P. † (21 de julio de 1896-20 de enero de 1904 falleció)
- Marie-Luc-Alphonse-Emile Barillon, M.E.P. † (10 de mayo de 1904-10 de enero de 1933 renunció[12])
- Adrien Pierre Devals, M.E.P. † (27 de noviembre de 1933-17 de enero de 1945 falleció)
  - Sede vacante (1945-1947)
- Michel Olçomendy, M.E.P. † (21 de enero de 1947-3 de febrero de 1977 retirado)
- Gregory Yong Sooi Ngean † (3 de febrero de 1977-14 de octubre de 2000 retirado)
- Nicholas Chia Yeck Joo (15 de mayo de 2001-20 de mayo de 2013 retirado)
- William Goh Seng Chye, por sucesión el 20 de mayo de 2013